# 未来 (岩崎宏美の曲)
「未来」（みらい）は、1976年5月1日にリリースされた岩崎宏美の5枚目のシングル。発売元はビクター音楽産業。

## 概要
2004年4月25日にリリースされたデビュー30周年記念のCD-BOX『HIROMI IWASAKI 30TH ANNIVERSARY BOX』のジャケットには、本作のジャケット写真の別カットを使用している。

## 収録曲
- 両楽曲共に、作詞：阿久悠／作曲・編曲：筒美京平

1. 未来
2. 夏からのメッセージ